# Country Music Association

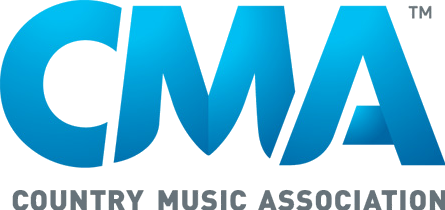
Logo van de CMA

De Country Music Association werd opgericht in 1958 in Nashville. Het bestond oorspronkelijk uit 233 leden en was de eerste handelsorganisatie die werd opgericht om een muziekgenre te promoten. In 2010 waren meer dan 6000 personen en organisaties uit meer dan veertig landen aangesloten. De eerste voorzitter was Wesley Rose en de eerste president Connie B. Gay. In latere jaren werd de functie van president meermaals vervuld door sterren als Tex Ritter en Gene Autry.
De doelstellingen van de organisatie zijn het begeleiden en verbeteren van de ontwikkeling van countrymuziek over de hele wereld, om het te demonstreren als een levensvatbaar medium voor adverteerders, consumenten en media en om een eenheid van doel te bieden aan de countrymuziekindustrie. De CMA is echter het best bekend bij de meeste countrymuziekfans vanwege de jaarlijkse Country Music Association Awards die elk najaar (meestal oktober of november) live worden uitgezonden op netwerktelevisie.

## Geschiedenis
Aanvankelijk bestond de raad van bestuur van CMA uit negen directeuren en vijf functionarissen. Wesley Rose, president van Acuff-Rose Publishing Inc., was de eerste voorzitter van de raad van bestuur van CMA. Omroepondernemer en executive Connie B. Gay was de medeoprichter en voorzitter. Mac Wiseman diende als de eerste secretaris en was ook het laatst overgebleven inaugurele lid van de CMA. De CMA werd gedeeltelijk opgericht vanwege wijdverbreide ongenoegen op Music Row over de opkomst van rock-'n-roll en de invloed ervan op countrymuziek.
Oorspronkelijk waren er negen individuele lidmaatschapscategorieën. De huidige 15 categorieën vertegenwoordigen alle facetten van de muziekindustrie. Organisatorische lidmaatschappen zijn ook beschikbaar. Het CMA-lidmaatschap is samengesteld uit die personen of organisaties die rechtstreeks en substantieel betrokken zijn bij countrymuziek.
Harry Stone was van 1958 tot 1960 de eerste uitvoerend directeur voordat hij aftrad. Jo Walker-Meador, de eerste fulltime werknemer van de CMA, verving Stone in 1962 als uitvoerend directeur en diende tot 1991.
De eerste CMA Awards-ceremonie vond plaats in 1967 in Nashville. Sonny James en Bobbie Gentry waren gastheer van het evenement, dat niet op televisie werd uitgezonden. De winnaar van de eerste prijs voor «Entertainer of the Year» was zanger Eddy Arnold. «Male Vocalist of the Year» ging naar Jack Greene en «Female Vocalist of the Year» naar Loretta Lynn.
In 1968 waren Roy Rogers en Dale Evans gastheer van de awards, die werden uitgereikt in het Ryman Auditorium in Nashville. (De ceremonie werd een paar weken later gefilmd en uitgezonden op NBC). De eerste liveuitzending van de show was in 1969.
Jaarlijkse prijzen worden uitgereikt in de volgende twaalf categorieën: Entertainer of the Year, Male Vocalist, Female Vocalist, New Artist of the Year (voorheen de Horizon Award), Vocal Group, Vocal Duo, Single, Album, Song, Music Event, Music Video en Musician.
De CMA geeft ook elk jaar een CMA Broadcast Award aan radiostations met een landelijke indeling. Broadcast Awards zijn gesegmenteerd op basis van marktomvang. Een enkel station kan de prijs niet in opeenvolgende jaren winnen.
Ter ere van het 50-jarig jubileum van de CMA Awards, bracht MCA Nashville het nummer Forever Country uit.
In 2017, dagen voor de 51e jaarlijkse Country Music Association Awards, kondigde de vereniging aan dat hun inloggegevens zouden worden ingetrokken bij verslaggevers die verslag deden van de tragedie in Las Vegas, wapenrechten, politieke voorkeuren of soortgelijke onderwerpen. Na kritiek van Brad Paisley, journalisten en anderen, verontschuldigde de vereniging zich en herriep de beperkingen op de pers.
In juni 2021 kondigde de CMA aan dat ze haar uitzendcontract met ABC zouden verlengen tot 2026.
Een volledige lijst van de prijswinnaars bevindt zich hier.